# Parábola da Viúva Pobre

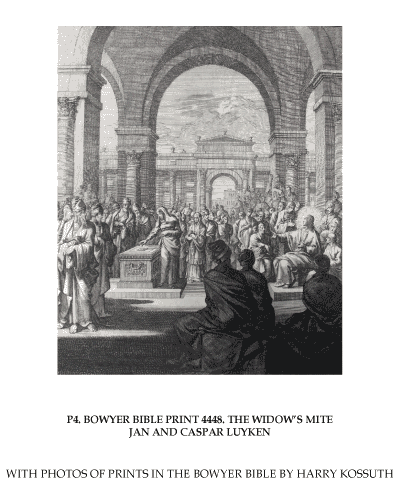
Figura ilustrativa da parábola.

A Parábola da Viúva Pobre é uma parábola contada por Jesus no período final de seu ministério em Jerusalém. Jesus conta esta parábola logo após fazer uma advertência aos escribas que devoravam os bens das viúvas.

41.Sentando-se Jesus em frente do gazofilácio, observava como o povo deitava ali o dinheiro. Ora muitos ricos deitavam grandes quantias;

42.mas vindo uma pobre viúva, deitou duas pequenas moedas, que valem um quadrante.
43.Chamando seus discípulos, disse-lhes: Em verdade vos digo que esta pobre viúva deitou mais no gazofilácio que todos os ofertantes,
44.porque estes deram do que lhes sobrava; ela, porém, da sua pobreza deu tudo o que possuía, tudo o que tinha para o seu sustento.
"— S:Tradução Brasileira da Bíblia/Marcos/XII
A pobreza da viúva contrasta com a arrogância dos escribas. A passagem acontece no Templo no pátio das mulheres. A oferta agradou a Jesus (mesmo sendo 2 moedas de valor insignificante na época gr.lepta) pois ela deu tudo que tinha confiante na bênção de Deus. Então Jesus recomendou que todos fizessem ofertas como a viúva, de todo o coração, não dando apenas o que sobra como estava sendo comum na época.